# Figurines de Byblos
Les figurines de Byblos ou statuettes phéniciennes sont environ 1 500 à 2 000 statuettes ex-voto trouvées dans d'anciens temples phéniciens au Liban, principalement à Byblos, mais aussi à Kamid el-Loz.
Les statuettes datent du IIe millénaire av. J.-C. et sont en bronze, en argent ou en alliage de cuivre. Elles sont considérées comme le meilleur exemple de leur genre à travers le Levant.
La plupart des figurines ont été trouvées dans le Temple des Obélisques, dans lequel 20 dépôts votifs contenant une série de ces figurines a été trouvée, ainsi qu'un groupe plus petit trouvé dans le temple voisin de Baalat Gebal . Ces figurines ont été adoptées pour représenter le ministère libanais du Tourisme.

## Histoire
Les statuettes datent du IIe millénaire avant J.-C.

## Description

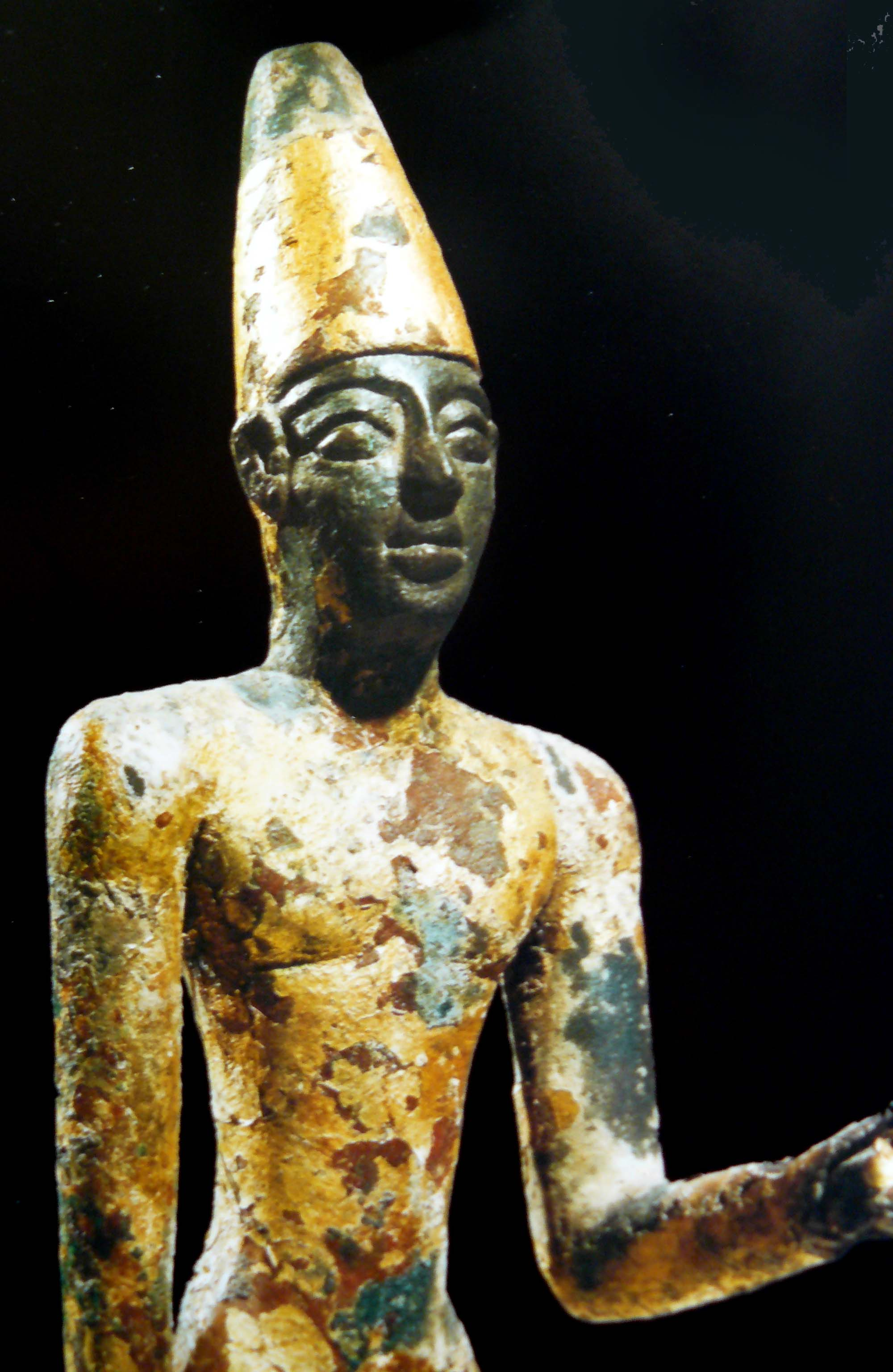
Figurine conservée au musée national de Beyrouth.

Les statuettes mesurent 3 cm à 38 cm de haut, représentent principalement des personnages de sexe masculin et ont des languettes dépassant de leurs pieds qui auraient permis de les placer sur des socles. La plupart portent des chapeaux en forme de cône ressemblant au chapeau traditionnel appelé Labbadeh tandis que certains ressemblent au hedjet égyptien et d'autres portent des casques,  signalant une intensification des relations avec l'Égypte au cours des XIIe et XIIIe dynasties. Certains sont nus et d’autres portent des kilts courts. À l’origine, beaucoup étaient armés d’un bâton, d’un poignard, d’une masse ou d’une hache. D'après une inscription sur un grand obélisque du Temple des Obélisques, les hommes sont interprétés comme ressemblant à Resheph, la divinité phénicienne de la guerre et de la peste.
Les figurines ont été décrites comme « brutes, stéréotypées, produites en série ».  Il est probable qu'ils aient été produits à Byblos pour être utilisés comme offrandes rituelles. Des moules pour des styles de statuettes similaires, mais moins nombreux, ont été trouvés lors des fouilles phéniciennes de Nahariya.
Ils sont interprétés comme des ex-votos car ils n'ont pas été retrouvés dans les tombes et n'étaient pas suffisamment dispersés pour faire partie des réseaux commerciaux. L'archéologue libanais Maurice Chéhab a formulé une hypothèse suggestive à propos de ces figurines disant qu'« un bon nombre de statuettes, placées dans ces vases, sont représentées en plein mouvement et portant le lebbadé ou calotte conique, encore utilisée dans certaines régions de haute montagne libanaise. Cette coiffe était retenue sur la tête par une jugulaire. L'un des ex-voto comprenait plusieurs dizaines de ces statuettes si semblables qu'on peut imaginer qu'elles représentaient une troupe qui aurait offert ses effigies au temple avant de s'embarquer ».

## Usage
La majorité des statuettes a été trouvée sur des sites archéologiques dans des poterie scellées, avec des outils, des armes, des bijoux et d'autres objets rituels.
Le premier groupe découvert se trouvait au temple de Baalat Gebal et des informations à leur sujet ont été publiées par les archéologues Pierre Montet et Maurice Dunand. Tous deux considéraient à l'origine les figurines comme des « dépôts de fondation ». À la suite d'autres découvertes au Temple des Obélisques, Maurice Dunand a suggéré qu'il pourrait s'agir d'assemblages de « dépôts d'offrandes » pour les fêtes reliigieuses. En 1966, cependant, Ora Negbi et S. Moskowitz suggérèrent plutôt que les différents objets découverts avaient été cachés à la hâte, en prévision d'une catastrophe imminente.

## Galerie de figurines conservées au musée national de Beyrouth

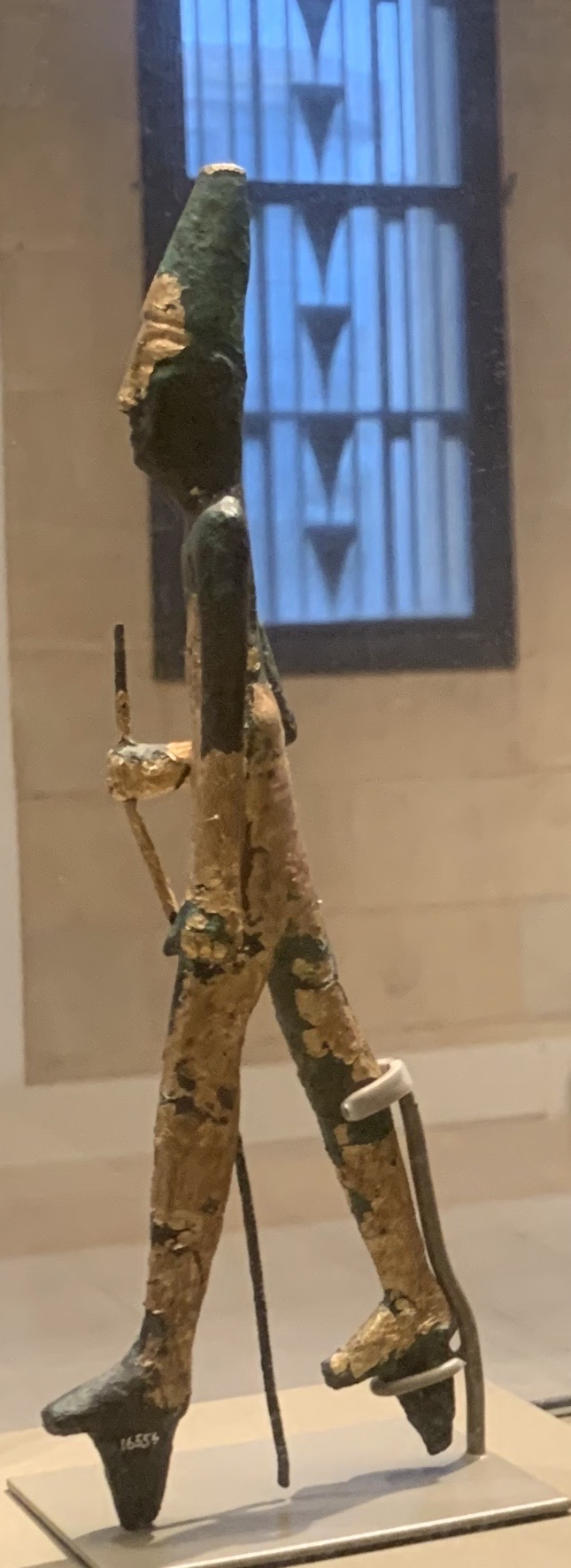
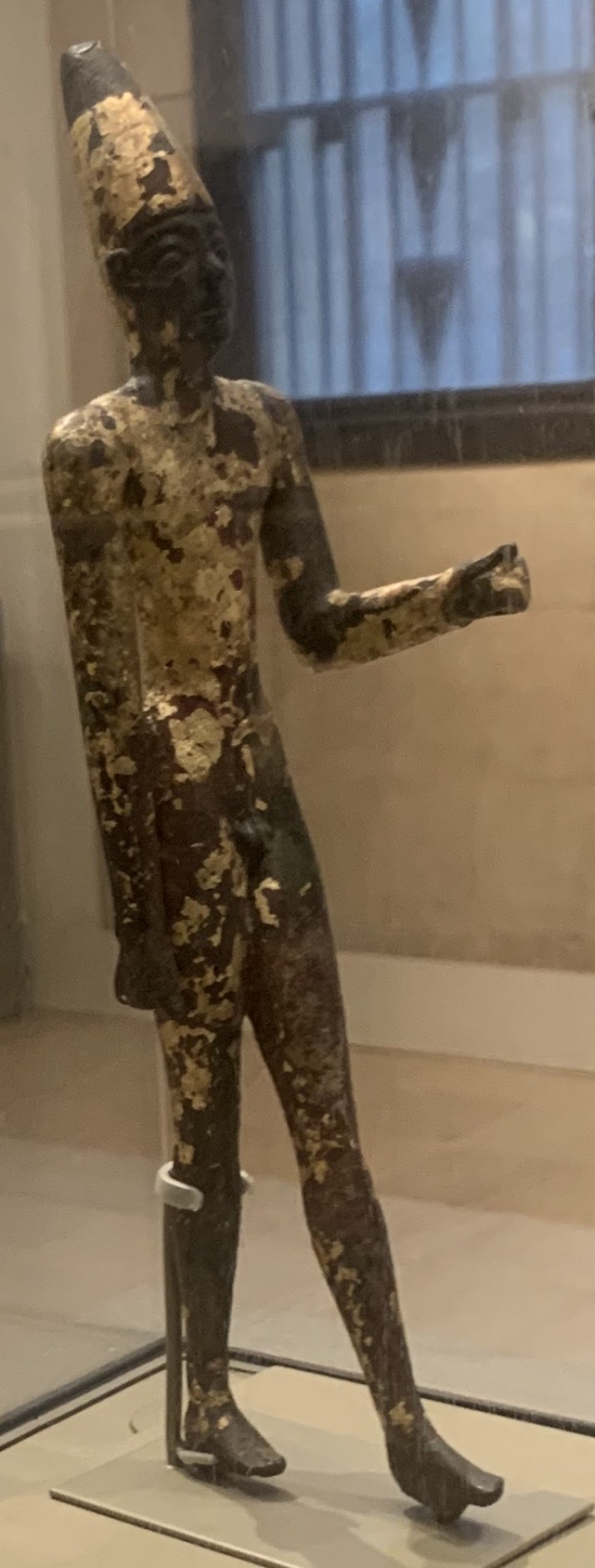
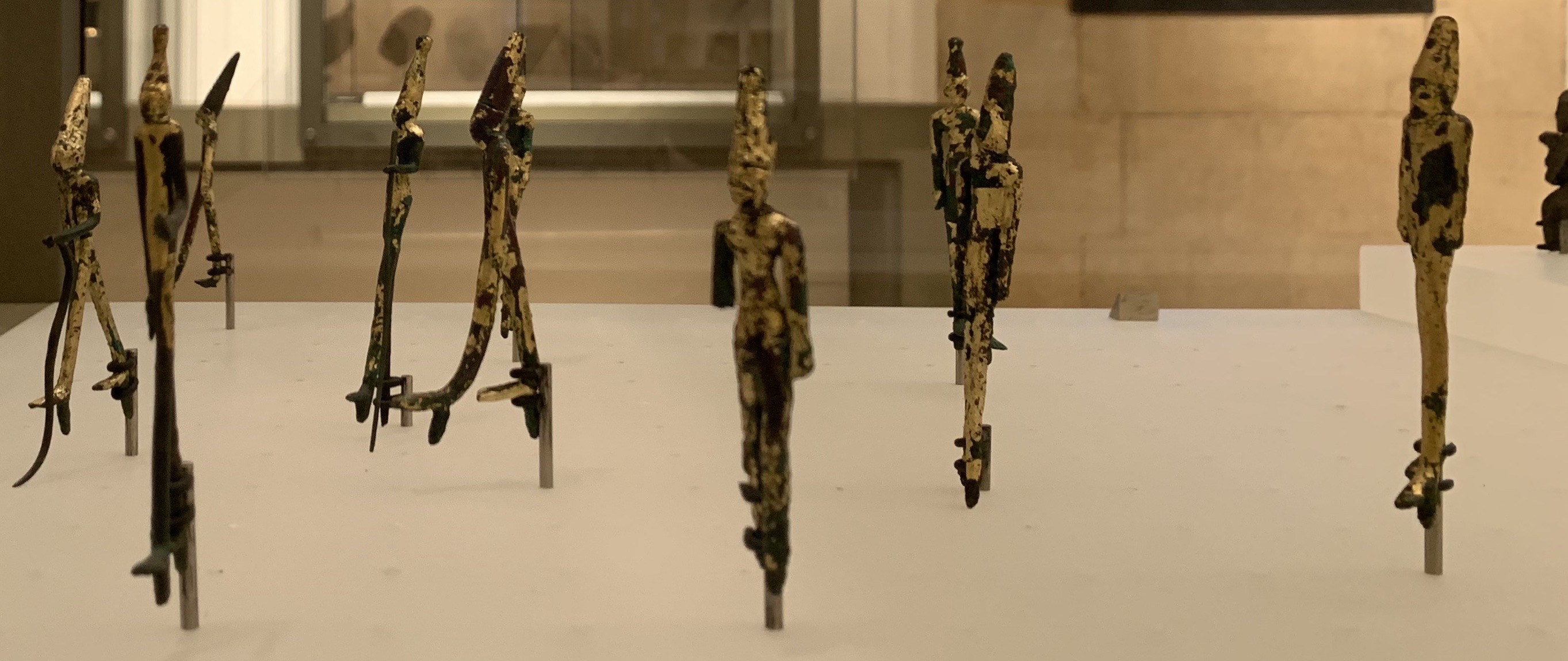
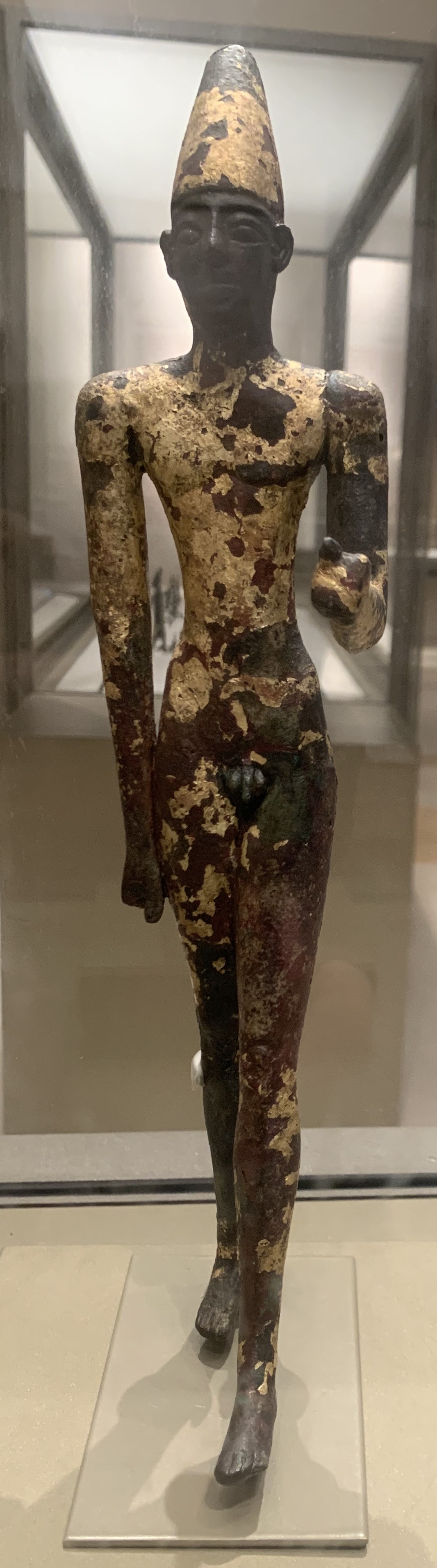
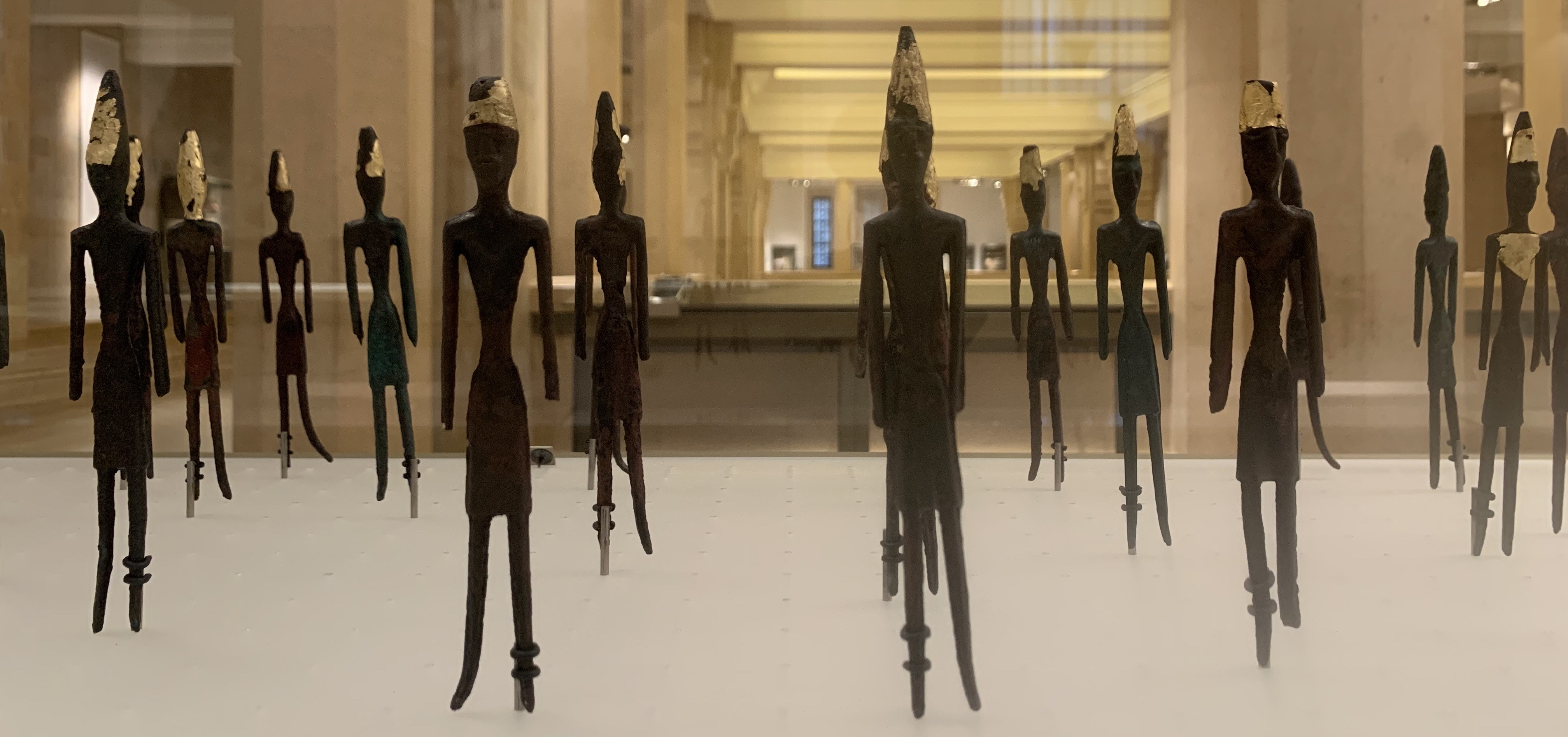
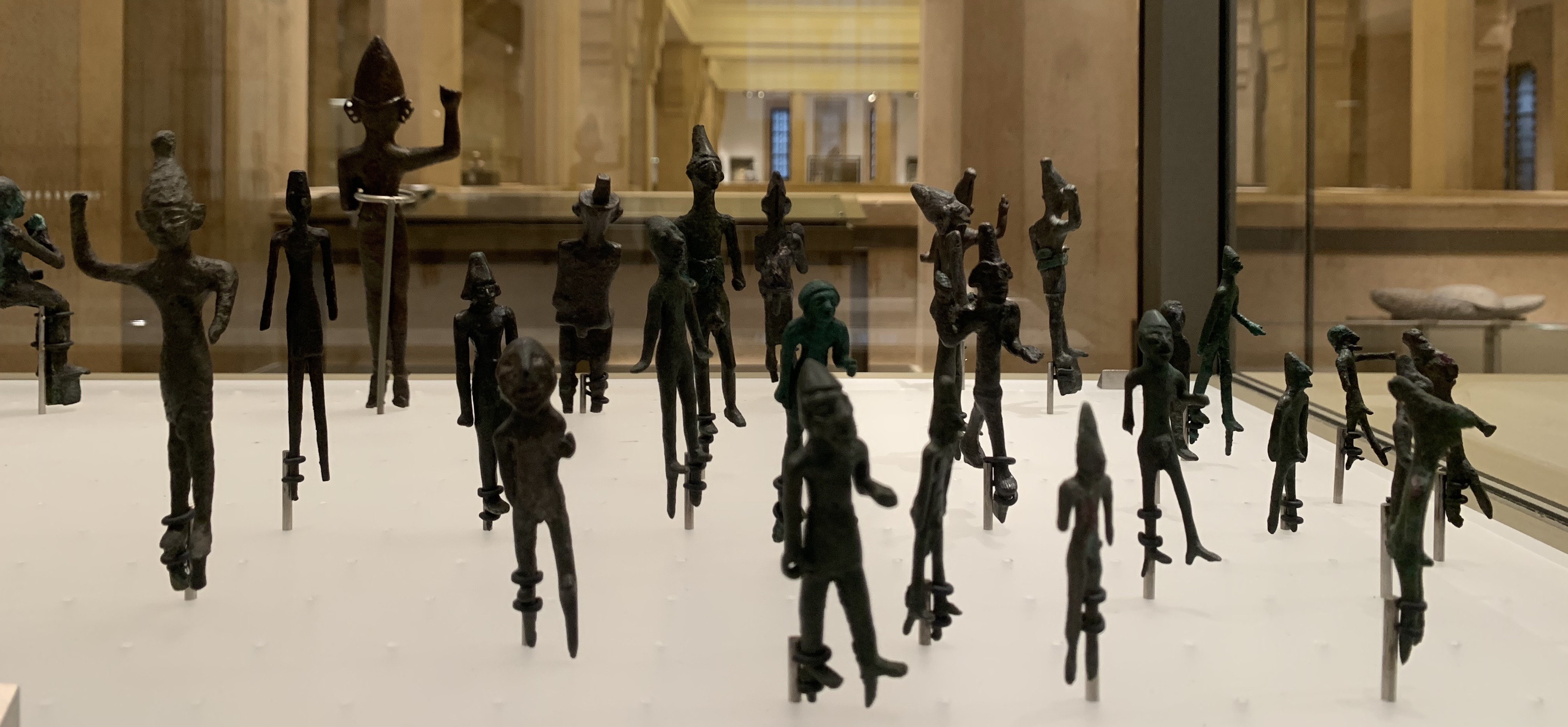
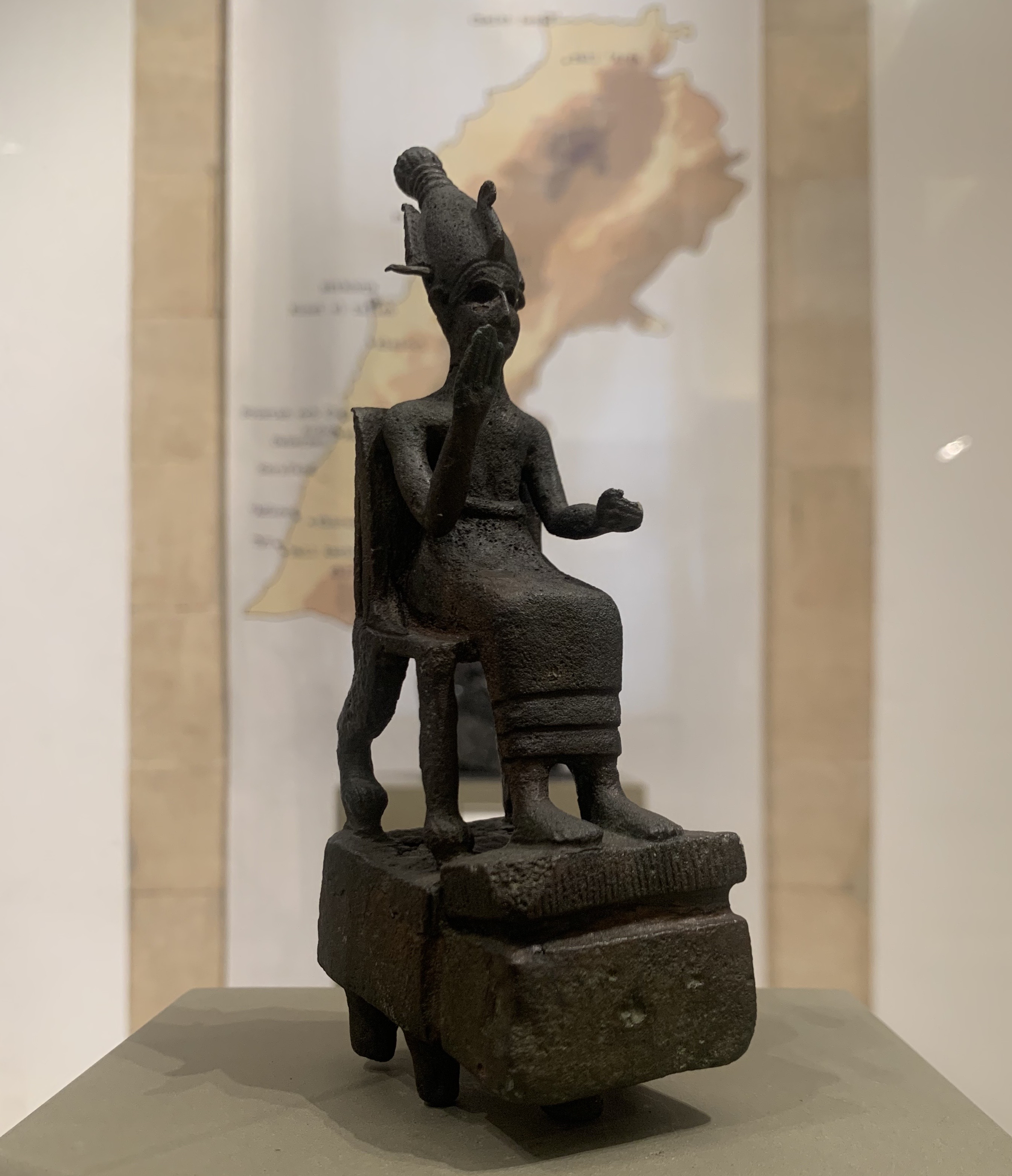
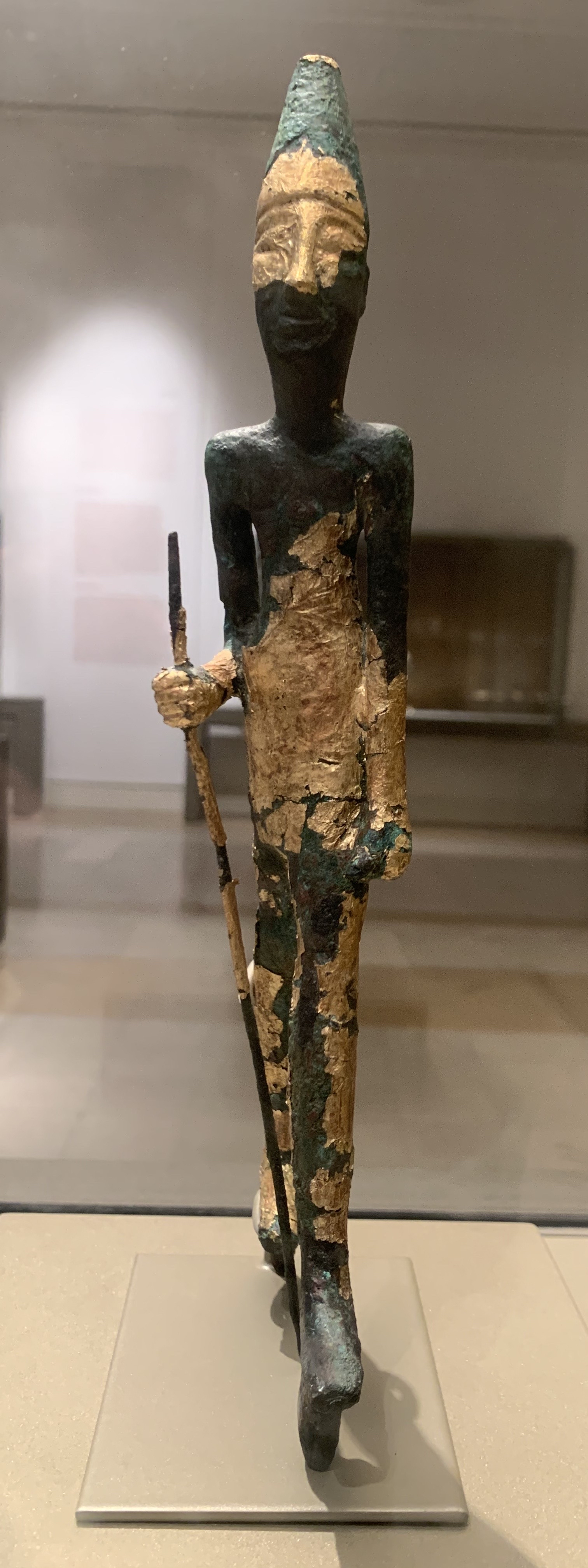
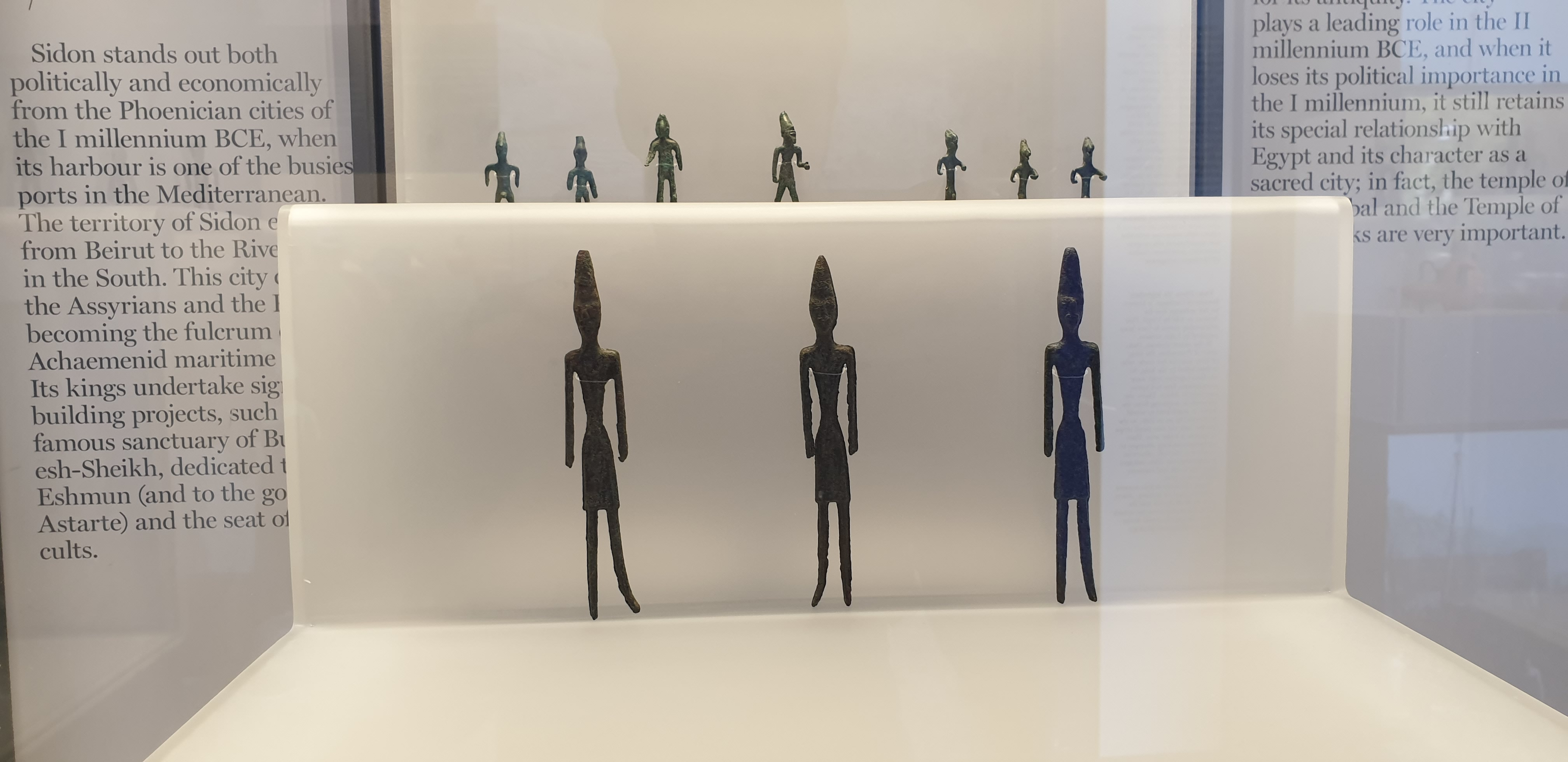